# Северная Национальная лига
Северная Национальная лига (англ. Vanarama National League North) — один из двух вторых дивизионов Национальной лиги Англии. Вместе с Южной Национальной лигой образует шестой уровень системы футбольных лиг Англии.

## История
Дивизион был образован в 2004 году в рамках масштабной реструктуризации низших лиг английского футбола и назывался Северной конференцией. В состав дивизиона входят клубы, базирующиеся в Северной Англии, Норфолке, Западном и Восточном Мидленде, а также Северном Уэльсе. Перед стартом сезона 2015/16 дивизион был переименован в Северную Национальную лигу.
Чемпион автоматически выходит в Национальную лигу. Вторую путевку в Национальную лигу получает победитель плей-офф с участием команд, занявших места со второго по пятое. Три последние клуба выбывают в премьер-дивизионы Северной Премьер-лиги либо Южной футбольной лиги. Команды дивизиона начинают выступления в Кубке Англии со второго квалификационного раунда.

### Названия лиги

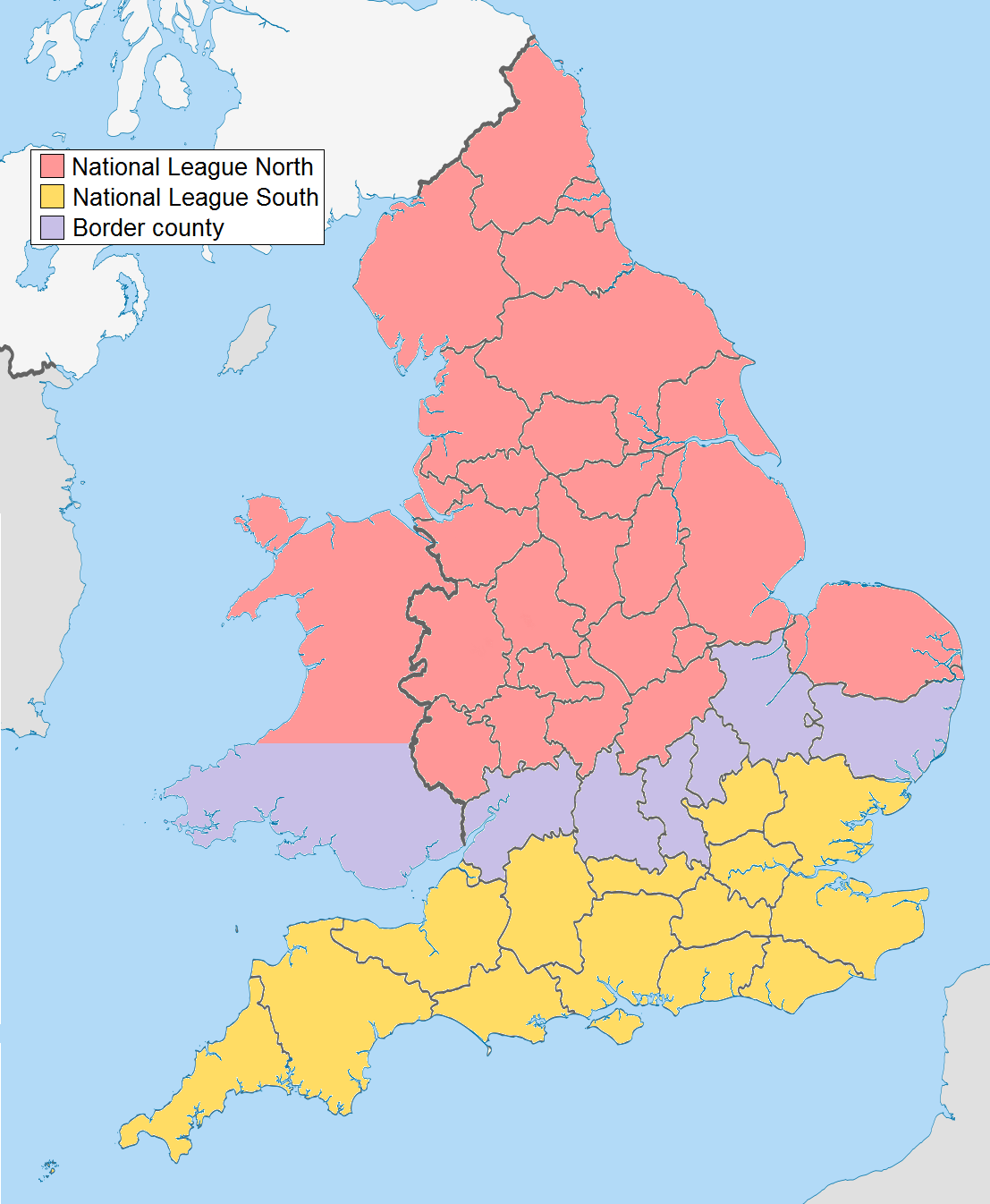
Участниками Северной Национальной лиги (красный) могут быть клубы из регионов, граничащих с Южной Национальной лигой (жёлтый)

За время существования Лига несколько раз меняла название по условиям соглашений со спонсорами.
- 2004—2007 Nationwide North
- 2007—2010 Blue Square North
- 2010—2013 Blue Square Bet North
- 2013—2015 Skrill North
- 2015 Vanarama North
- 2015 — н. в. Vanarama National League North

## Список победителей
| Сезон   | Чемпион                | Победитель плей-офф    |
| ------- | ---------------------- | ---------------------- |
| 2004/05 | Саутпорт               | Олтрингем**            |
| 2005/06 | Нортвич Виктория       | Стаффорд Рейнджерс     |
| 2006/07 | Дройлсден              | Фарсли Селтик          |
| 2007/08 | Кеттеринг Таун         | Барроу                 |
| 2008/09 | Тамуэрт                | Гейтсхед               |
| 2009/10 | Саутпорт               | Флитвуд Таун           |
| 2010/11 | Олфретон Таун          | Телфорд Юнайтед        |
| 2011/12 | Хайд                   | Нанитон Таун           |
| 2012/13 | Честер                 | Галифакс Таун          |
| 2013/14 | Телфорд Юнайтед        | Олтрингем              |
| 2014/15 | Барроу                 | Гайзли                 |
| 2015/16 | Солихалл Мурс          | Норт Ферриби Юнайтед   |
| 2016/17 | Файлд                  | Галифакс Таун          |
| 2017/18 | Солфорд Сити           | Харрогит Таун          |
| 2018/19 | Стокпорт Каунти        | Чорли                  |
| 2019/20 | Кингс-Линн Таун        | Олтрингем              |
| 2020/21 | Нет, сезон был отменён | Нет, сезон был отменён |
| 2021/22 | Гейтсхед               | Йорк Сити              |

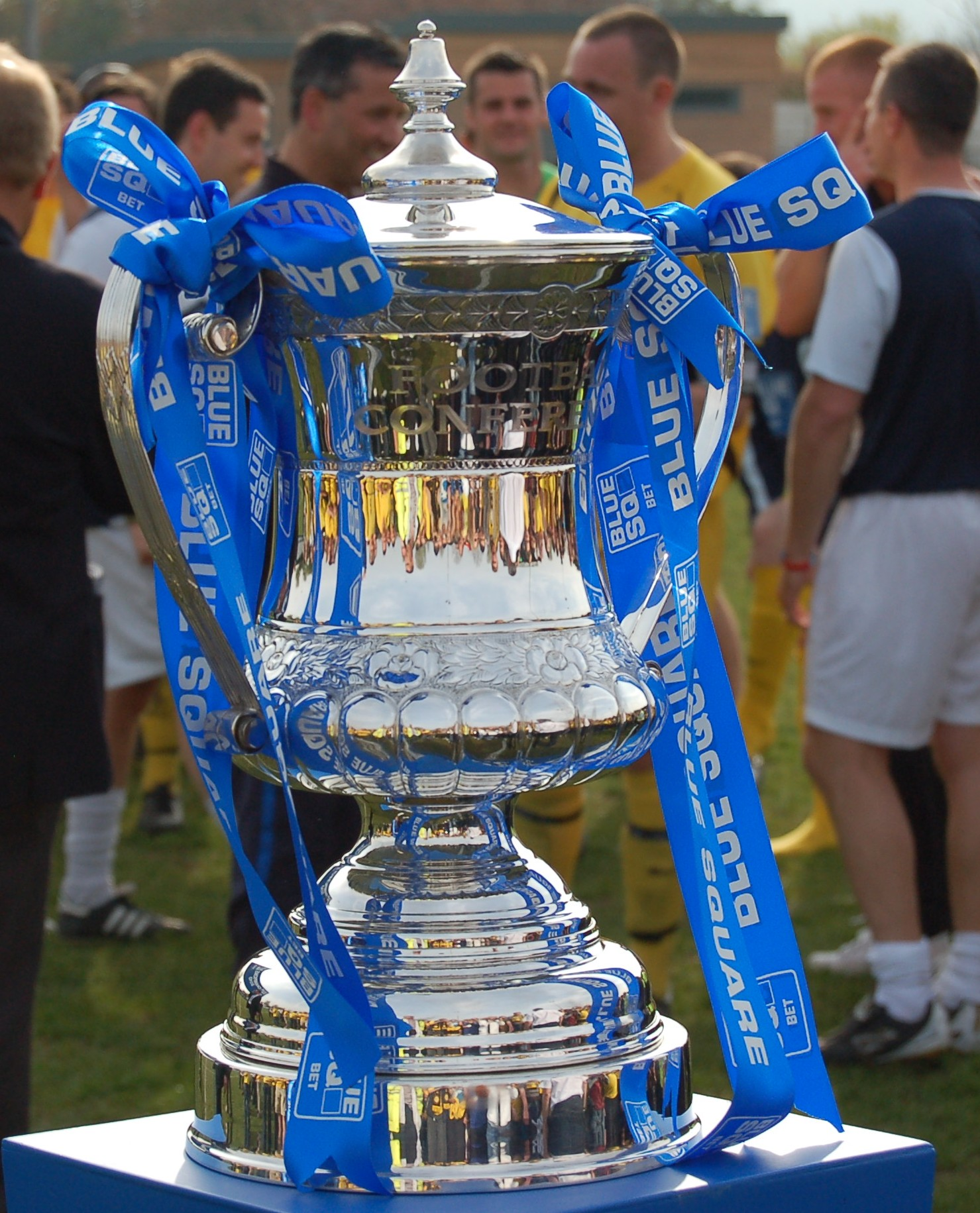
Чемпионский кубок Северной конференции, сезон 2009/10

** В сезоне 2004/05 в Национальную конференцию выходило только три клуба. Третье место было разыграно между победителями плей-офф Северной и Южной конференции на стадионе футбольного клуба «Сток Сити» «Британия», «Олтрингем» выиграл у «Истборн Боро» со счетом 2:1.

## Рекорды
- Крупнейшая победа дома:
  - «Флитвуд Таун» — «Реддич Юнайтед» — 8:0 (14 ноября 2009)
  - «Олтрингем» — «Хинкли Юнайтед» — 8:0 (17 ноября 2012)
- Крупнейшая победа на выезде:
  - «Реддич Юнайтед» — «Бостон Юнайтед» — 0:9 (21 августа 2010)
- Самый результативный матч: 
  - «Файлд» — «Бостон Юнайтед» — 9:2 (19 октября 2016)
- Наибольшее количество очков в сезоне:
  - «Честер» — 107 (2012/13)
- Наибольшее количество побед в сезоне:
  - «Честер» — 34 (2012/13)
- Наименьшее количество поражений в сезоне:
  - «Честер» — 3 (2012/13)
- Наибольшее количество забитых мячей за сезон:
  - «Честер» — 103 (2012/13)
- Лучшая разница забитых и пропущенных мячей за сезон:
  - «Честер» — +71 (2012/13)
- Наибольшее количество титулов: 
  - «Саутпорт» — 2 (2004/05, 2009/10)
- Самая длинная победная серия:
  - «Нортвич Виктория» — 15 матчей (с 21 февраля по 22 апреля 2006)
- Самая длинная «сухая» серия:
  - «Бостон Юнайтед» — 10 матчей (с 30 августа по 9 ноября 2010)
- Самая длинная серия матчей без поражений:
  - Честер» — 30 (с 15 сентября 2012 по 6 апреля 2013)